# Герб міста Люксембург
Герб Люксембургу був присуджений місту Вищою радою дворянства 10 листопада 1818 року, коли Велике Герцогство Люксембург ще було частиною Королівства Нідерландів. Герб має велику схожість з гербом країни Люксембург, єдиною відмінністю є порядок кольорів. Обидва леви червоні та короновані.

## Історія
Перша згадка про герб датується 15 століттям і показує замок. У тому ж столітті герцоги Бургундські стали власниками області, що призвело до зміни печатки. На цій печатці зображена міська брама з гербом князів у брамі.
На контрпечатці також зображені міські ворота, але з гербом перших герцогів Люксембургу. Комбінація міської брами з левом залишається вживаною в пізніших марках.
Перша згадка про міський герб була в гербовниках французьких міст. Ця згадка відбулася 4 листопада 1697 року. У книзі вказано, що герби міста та герцогства Люксембург збігаються. Під час правління Наполеона Люксембург мав герб із червоною главою щита, що містить три золоті бджоли в ряд. Це було ознакою належності міста до першого класу bonne villes de l'empire. Це було французьке позначення хороших міст імперії. У 1818 році герб був змінений за рекомендацією Вищої дворянської ради, щоб потім його можна було відрізнити від національного герба. Герб було змінено з десяти срібних і синіх смуг на срібний з п'ятьма синіми смугами. Офіційний герб використовувався одночасно зі старим протягом 19-20 століть. У середині 20 століття офіційний герб вийшов з ужитку.

## Геральдичний опис
Геральдичний опис герба Люксембургу звучить так:
Зі срібла, поперечини з лазуру, лев червоного кольору, увінчаний золотом
Герб срібний з п'ятьма синіми перекладинами. Над усім красується червоний лев із золотою короною. Корона на голові лева - так звана графська, тому що складається з трьох листків. Герб не має щитотримача(ів), корони та інших прикрас.

## Схожі герби
Міський герб за історичними ознаками можна порівняти з такими гербами:

Герб країни Люксембург
Герб великого герцога Люксембургу
Герб бельгійської провінції Люксембург
Герб французького департаменту Мозель